# Quatuor Bozzini
Le Quatuor Bozzini est un quatuor à cordes spécialisé en musique nouvelle et expérimentale basé à Montréal, au Canada.

## Biographie
Le Quatuor Bozzini tient ses origines des sœurs Isabelle et Stéphanie Bozzini qui, étant étudiantes à l’Université de Montréal, créent un groupe de chambre avec d’autres élèves en 1994. Elles sont alors connues en tant que Quatuor Euterpe. Elles explorent le répertoire standard, mais se tournent peu à peu vers la nouvelle musique. Elles reçoivent des subventions du Conseil des arts du Canada (1997/1998) et deviennent beaucoup plus actives au niveau de l’enregistrement, des performances et des commissions de compositions canadiennes.
En 1999, les violonistes Clemens Merkel et Geneviève Beaudry sont déjà des membres de l’ensemble, officiellement devenu Quatuor Bozzini.
Entre 2000 et 2001, le quatuor présente environ trente concerts. En 2001, il tourne aux États-Unis, en Suisse et en Allemagne.
En 2002, les membres commencent leur résidence à l’Université Concordia, à Montréal. La même année, la violoniste Geneviève Beaudry se fait remplacer par Nadia Francavilla, qui à son tour donne sa place à Mira Benjamin en 2011.
En 2004, le Quatuor Bozzini crée sa propre maison de disque, Collection QB, en collaboration avec Dame/ ActuelleCD. Des artistes comme Jean Lesage, Claude Vivier, Tim Brady, Owen Underhill et Michel Gonneville ont enregistré pour leur maison.
Ils ont fait des commissions pour:
- Michael Oesterle (Daydream Mechanics, 2001)

- Denys Bouliane (Rumore sui, 2002/2003)
- Louis Dufort (Miniatures, 2006)
- Christopher Butterfield (Trip, 2008)
- Taylor Brook (2012)[4]

En 2011, il collabore avec Jean-Frédéric Messier sur « un spectacle hybride de théâtre musical » : Ange Noir.
En 2012, le quatuor présente un hommage aux peintres canadiens Ozias Leduc, Paul-Émile Borduas et Jean-Paul Riopelle, au Musée des beaux-arts.
En 2012, il collabore avec Marc Boivin pour créer une chorégraphie sur la musique d'Ana Sokolović,.
En 2014, le quatuor accompagne Laura J. Bowler dans Training is the Opposite, un court opéra de Jennifer Walshe.

## Membres

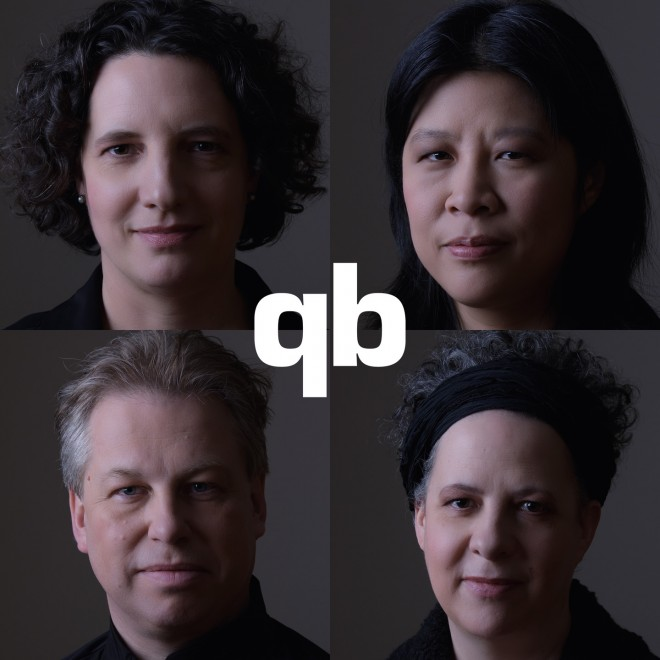
Membres actuels du Quatuor Bozzini

### Membres actuels
- Isabelle Bozzini (directrice artistique, violoncelle)
- Stéphanie Bozzini (alto)
- Alissa Cheung (violon)
- Clemens Merkel (violon)

### Anciens membres
- Mira Benjamin (violon)
- Charles-Étienne Marchand (violon)
- Nadia Francavilla (violon)
- Geneviève Beaudry (violon)

## Caractéristiques artistiques
Le Quatuor Bozzini est reconnu pour son engagement dans les musiques contemporaines, classiques, expérimentales et même underground. Le QB fait également preuve d’audace par la diversité de son répertoire, qui dépasse les conventions et les tendances. Au sein d’une même prestation, on peut entendre des œuvres allant de John Cage à Mozart. De plus, grâce à son approche collaborative, le QB a réalisé de nombreuses productions novatrices ainsi que des projets comme Composer’s Kitchen, qui lui permettent de rester à l’affût des tendances émergentes.

## Œuvres
| Année | Nom de l’album                                          | Compositeur |
| 2002  | hardscrabble Songs                                      | Malcolm Goldstein |
| 2004  | Portrait Montréal                                       | Claude Vivier, Jean Lesage, Malcolm Goldstein, Michael Oesterle |
| 2005  | Steve Reich: Different Trains                           | Steve Reich |
| 2006  | Jürg Frey: String Quartets No.4                         | Jürg Frey |
| 2007  | Canons + Hoquets                                        | Howard Skempton, Jo Kondo |
| 2008  | Arbor Vitae: James Tenney - Quatuors + Quintettes       | James Tenney |
| 2009  | Le livre des mélancolies                                | Piotr Grella-Mozejko, Jean Lesage, Tim Brady |
| 2011  | À chacun sa miniature                                   | Michael Berger, Daniel Brandes, Marie-Pierre Brasset, Taylor Brook, Eric KM Clark, Kimberly Codner, André Cormier, Alex Eddington, Olivier Girouard, Anna Höstman, Daryl Jamieson, Margareta Jerić, Emilie Cecilia LeBel, Ghislain Lecroulant, David Litke, Simon Martin, Cassandra Miller, Darren Miller, Jeff Morton, Sally Norris, Michal Novotny, Cléo Palacio-Quintin, Eldritch Priest, Guillaume Primard, Christopher Reiche, Benton Roark, Pierre-Olivier Roy, Mirko Sablich, Sabrina Schroeder, Heber Schünemann, Andrea Young |
| 2011  | Martin Arnold: Aberrare                                 | Martin Arnold |
| 2011  | Daniel Rothman, Ernstalbrecht Stiebler: Sens(e) Absence | Martin Arnold |
| 2011  | Jean Derome, Joanne Hétu: Le mensonge et l'identité     | Jean Derome, Joanne Hétu |
| 2012  | Still Image: Chamber music by Owen Underhill            | Owen Underhill |
| 2014  | John Cage: Four                                         | John Cage |
| 2015  | Jürg Frey: String Quartet No.2                          | Jürg Frey |
| 2019  | Baobab/Disseminate as Five String Quartets              | Phil Niblock |

## Composer's Kitchen
Depuis sa fondation, le Quatuor Bozzini s’engage à promouvoir les compositeurs canadiens sur la scène internationale. Le quatuor a toujours le sentiment de prioriser le développement du langage commun entre interprète et compositeur et de s’impliquer dans divers types de collaboration. Ils ont aussi « [un] désir de ‘faire tomber les barrières’, d’arrêter de croire, en tant qu’interprètes ou compositeur, que tel geste musical est injouable : de comprendre, mutuellement, ce qui est important, et d’établir une confiance ». C’est dans cet esprit que naît, en 2005, Composer’s Kitchen, un projet ambitieux et pédagogique conçu pour rapprocher interprètes et compositeurs dans un cadre d’apprentissage et d’expérimentation unique.
N’étant pas en résidence dans une institution, QB a imaginé son propre cadre d’enseignement sous forme de résidences professionnelles où, en dialogue direct et régulier avec l’ensemble ainsi qu’avec des compositeurs mentors, les jeunes compositeurs développent leur écriture pour quatuor à cordes.
Le programme offre aux jeunes compositeurs l’opportunité de développer leur écriture pour quatuor à cordes avec comme mentor, le Quatuor Bozzini. Au cœur du projet se trouve un désir de collaboration et d’échange où le compositeur est incité à concentrer son écriture sur les éléments essentiels et intelligibles pour l’interprète.

## Distinctions
Le quatuor est connu pour prendre des risques, pour laisser une place à l’expérimentation et à la collaboration, et va au-delà des connaissances. Le groupe est reconnu pour sa « musicalité intense et son immense sensibilité », selon Musicworks, et est considéré comme « l’un des quatuors à cordes les plus audacieux du monde entier », selon Bandcamp Daily.

## Prix et nominations[10]
1. Prix Opus par le Conseil québécois de la musique (CQM) :
  - « Découverte de l’année » (2001)
  - « Disque de l’année, contemporain » (2004)
  - « Rayonnement à l’étranger » (2007)
  - « Interprète de l’année » (2017)
  - « Album de l’année, contemporain » (2024)
2. Prix Étoile-Galaxie de Radio-Canada (2001);
3. Prix Förderpreis de la Siemens Musikstiftung (2007);
4. Prix de la critique de disques allemande Choix du trimestre pour Arbor Vitae (2009);
5. Finaliste au 28e Grand prix du Conseil des arts de Montréal (2012)[11];
6. Prix des Amis de la musique canadienne (2014);
7. Nomination aux Juno 2020 (pour son album Short Stories).